# Constantin Daicoviciu, Caraș-Severin
Constantin Daicoviciu este satul de reședință al comunei cu același nume din județul Caraș-Severin, Banat, România.

## Geografie
Localitatea Căvăran este situată la poala sud-vestică a munților Poiana Rusca, în lunca Timișului la contactul a două depresiuni: cea a Caransebeșului și câmpia-golf a Lugojului, în partea de nord a județului Caraș-Severin.
Relieful satului face trecerea de la zona de dealuri și piemonturi la câmpie și luncă. Teritoriul satului este plasat pe paralela de 45º30’latitudine nordică și meridianul de 22º6’longitudine estică. Satul este străbătut de drumul european E94 (București-Timișoara) iar paralel cu acesta trece și magistrala feroviară București-Timișoara, gara aflându-se la mai puțin de 1 km de centrul satului. La marginea estică a satului curge, de la sud la nord, râul Timiș ce primește, pe malul său drept, afluentul Vălișorul.

## Istoric
Numele satului a cunoscut în decursul istoriei mai multe forme: Caran, Caaran, Cauran, Cavaran, iar documentele în care au fost menționate au fost atribuite, adesea, de către unii specialiști, istoriei orașului Caransebeș, aflat la distanță de  cca 15 km . Dacă statutul localității în secolele XIII-XVI este încă incert din  punctul de vedere al istoricilor, săpăturile arheologice efectuate în anii 1940 în locul numit prin tradiție “cetate”, în imediata apropiere a satului, au evidențiat fără dubiu existența unei biserici medievale. În 1974 numele localității a fost schimbat în "Constantin Daicoviciu".

## Demografie
Astăzi satul are cca 200 case și 800 locuitori, iar marea majoritatea a locuitorilor săi (peste 97%) sunt români de religie ortodoxă. In sat se afla o biserică ortodoxă zidită în anul 1844 și repictată de curând. La 8 septembrie, de sărbătoarea nașterii maicii domnului, hramul bisericii, în sat începe ruga (nedeia): după slujba de vecernie la care se sfințesc colaci și alte alimente, goștii (oaspeții) sunt primiți la cină și apoi invitați la  joc (horă); petrecerea continuă și în zilele următoare până în seara de 10 septembrie. In școala cu clasele I-VIII învață copiii din sat instruiți de un corp de profesori calificați.

## Economie
Fabrica de var, care a funcționat în tot secolul XX, și-a încetat activitatea, doar coșul din cărămidă, al cuptorului sau, înalt încât se zărește din depărtare, mai este în picioare (inclus, de altfel, și pe stema localității).  In prezent  calcarul din cariera din dealul apropiat satului este valorificat, în mică masura, doar prin măcinare.

## Turism
La intrarea în sat, pe partea stânga venind de la Timișoara, este amplasată SC Căvărănțana SA, care deține spații de cazare precum și un restaurant. Imprejurimile satului sunt pitorești, Timișul ofera oportunități de pescuit și de baie în timpul verii, iar plimbările prin pădurea de pe dealuri, pe lângă Vălișor, sunt reconfortante. Localitatea Căvăran este centrul comunei Constantin Daicoviciu de care aparțin satele înconjurătoare: Zăgujeni, Prisaca, Mâtnicul Mare, Peștere și Maciova.

## Personalități
- Constantin Daicoviciu (1898–1973), politician comunist, profesor, istoric și arheolog, rector al Universității Babeș-Bolyai din Cluj;
- Damaschin Daicoviciu (1903-?), protopop român ortodox cu gradul de locotenent colonel.

## Stema comunei
Stema comunei Constantin Daicoviciu se compune dintr-un scut triunghiular cu marginile rotunjite.
In câmp albastru, în dreapta, se află o călimară cu pană, de argint, iar în stânga, o tulpină de floarea-soarelui, de aur.
In centrul scutului, într-un triunghi, este așezat, pe o terasă verde, un coș de caramidă roșu, plasat în câmp de aur.
Scutul este trimbrat de o coroană murală de argint cu un turn crenelat.
Semnificațiile elementelor însumate:
- Călimara și pana de argint fac trimitere la istoricul și arheologul de renume, născut aici, Constantin Daicoviciu.
- Floarea-soarelui reprezintă bogăția zonei, iar cultivarea ei, principala ocupație a locuitorilor.
- Coșul de cărămida reprezintă ocupația tradițională, și anume arderea calcarului în vederea obținerii varului.
- Coroana murală cu un turn crenelat semnifică faptul că localitatea are rangul de comună.